# Brookhurst (Wyoming)
Brookhurst  es un lugar designado por el censo ubicado en el condado de Natrona en el estado estadounidense de Wyoming. En el año 2010 tenía una población de 185 habitantes y una densidad poblacional de 50 personas por km² .

## Geografía
Brookhurst se encuentra ubicado en las coordenadas 42°51′41.34″N 106°14′4.85″O / 42.8614833, -106.2346806, a la orilla del río Platte Norte, una de las fuentes del Platte, un afluente del Misisipi. Según la Oficina del Censo, la localidad tiene un área total de 3,7 km² (1,4 mi²), de la cual 3,5 km² (1,4 mi²) es tierra y 0,2 km² (0,1 mi²) (4.20%) es agua.

### Localidades adyacentes
El siguiente diagrama muestra a las localidades en un radio de 28 kilómetros (17,4 mi) de Brookhurst.

## Demografía
En el 2000 la renta per cápita promedia del hogar era de $38.828, y el ingreso promedio para una familia era de $45.833. El ingreso per cápita para la localidad era de $23.219. En 2000 los hombres tenían un ingreso per cápita de $29.432 contra $26.354 para las mujeres. Alrededor del 9.20% de la población estaba bajo el umbral de pobreza nacional.